# 埃文斯角
埃文斯角（英語：Cape Evans）是南極洲的海岬，位於羅斯島西部，是伊里布斯灣入口處的北部，該海岬由英國探險家羅伯特·斯科特發現，現時由南極條約體系管理。

## 外部連結
- Cape Evans Panoramas （页面存档备份，存于） – panoramic photographs of Scott's hut at Cape Evans

77°38′S 166°24′E / 77.633°S 166.400°E